# Lanek
Lanek, właśc. Kamil Łanka (ur. 21 czerwca 1989 w Krakowie), znany również jako Kamil Lanek – polski raper oraz producent muzyczny.
Lanek jest członkiem SBM Label, polskiej wytwórni hip-hopowej. Współpracuje głównie z Białasem i Bedoesem, a także z Taco Hemingwayem.
Współtworzony przez niego album Rewolucja romantyczna otrzymał status podwójnej platyny, a Opowieści z Doliny Smoków – diamentowej płyty.

## Życiorys
Łanka urodził się 21 czerwca 1989 w Krakowie. Uczęszczał do Ogólnokształcącej Szkoły Muzycznej im. Ignacego Paderewskiego w Krakowie, gdzie uczył się gry na wiolonczeli.

## Dyskografia

### Albumy
Albumy studyjne
| Rok  | Album | Sprzedaż        | Certyfikat                 |
| ---- | --- | --------------- | -------------------------- |
| 2012 | Pierwsza taka płyta (jako Lanek Beats; oraz Kobik) - Data: listopad 2012 - Wydawca: Podpalam Bloki Entertainment                        |                 |                            |
| 2016 | Fantasmagoria (oraz PlanBe) - Data: 11 marca 2016 - Wydawca: QueQuality - Format: CD, streaming                                         |                 |                            |
| 2017 | Polon (oraz Białas) - Data: 15 września 2017 - Wydawca: SB Maffija Label - Format: CD, digital download, streaming, winyl               | - POL: 30 000+  | - ZPAV: platynowa płyta    |
| 2018 | Hyper2000 (oraz Białas) - Data: 5 października 2018 - Wydawca: SB Maffija Label - Format: CD, digital download, streaming               | - POL: 15 000+  | - ZPAV: złota płyta        |
| 2019 | Opowieści z Doliny Smoków (oraz Bedoes) - Data: 29 listopada 2019 - Wydawca: SBM Label - Format: CD, digital download, streaming, winyl | - POL: 150 000+ | - ZPAV: diamentowa płyta   |
| 2021 | Rewolucja romantyczna (oraz Bedoes) - Data: 15 stycznia 2021 - Wydawca: SBM Label - Format: CD, digital download, streaming, winyl      | - POL: 60 000+  | - ZPAV: 2× platynowa płyta |
| 2022 | Extravaganza - Data: 8 kwietnia 2022 - Wydawca: SBM Label - Format: CD, streaming                                                       |                 |                            |
| 2024 | Polonn (oraz Białas) - Data: 28 czerwca 2024 - Wydawca: SBM Label - Format: CD, streaming, winyl                                        |                 |                            |

Minialbumy
| Rok  | Album                                                                                     |
| ---- | ----------------------------------------------------------------------------------------- |
| 2014 | 2114 (oraz Bedoes) - Data: 2014 - Wydawca: SB Maffija Label - Format: streaming           |
| 2019 | 2119 (oraz Bedoes) - Data: 29 listopada 2019 - Wydawca: SBM Label - Format: CD, streaming |

Mixtape’y
| Rok  | Album |
| ---- | --- |
| 2013 | Instrumentals Mixtape Vol.1 (jako Lanek Beats) - Data: 14 lipca 2013 - Wydawca: Podpalam Bloki Entertainment - Format: digital download        |
| 2013 | Instrumentals Mixtape Vol.2 (jako Lanek Beats) - Data: 23 października 2013 - Wydawca: Podpalam Bloki Entertainment - Format: digital download |
| 2017 | In Hajs We Trust (oraz Białas) - Data: 15 września 2017 - Wydawca: SB Maffija Label - Format: CD, digital download                             |
| 2018 | In Hajs We Trust 2 (oraz Białas) - Data: 5 października 2018 - Wydawca: SB Maffija Label - Format: CD                                          |
| 2022 | In Hajs We Trust 3: Ostateczne rozliczenie (oraz Białas) - Data: 15 kwietnia 2022 - Wydawca: SBM Label - Format: CD, streaming                 |

### Single
Jako główny artysta
| Rok  | Tytuł                                                           | Certyfikat                 | Album                     |
| ---- | --------------------------------------------------------------- | -------------------------- | ------------------------- |
| 2017 | „Prepolon” (oraz Białas)                                        |                            | Polon (edycja Deluxe)     |
| 2017 | „Jak Skepta” (oraz Białas)                                      |                            | Polon                     |
| 2017 | „Ganges” (oraz Białas; gośc. Quebonafide)                       | - ZPAV: platynowa płyta    | Polon                     |
| 2017 | „How” (oraz Białas)                                             |                            | Polon                     |
| 2017 | „Simia” (oraz Białas)                                           |                            | Polon                     |
| 2017 | „Na serio” (oraz Białas; gośc. Bedoes)                          | - ZPAV: 2× platynowa płyta | Polon                     |
| 2017 | „S01E01” (oraz Białas)                                          |                            | Polon (edycja Deluxe)     |
| 2017 | „Osiedle Botox” (oraz Białas)                                   |                            | Polon                     |
| 2017 | „Weed Carrier” (oraz Białas)                                    |                            | Polon                     |
| 2017 | „Fraktale” (oraz Białas)                                        |                            | Polon                     |
| 2017 | „Słup” (oraz Białas)                                            |                            | singel niealbumowy        |
| 2018 | „Pressing” (gośc. Białas, ReTo)                                 | - ZPAV: złota płyta        | singel niealbumowy        |
| 2018 | „Cyka blyat” (oraz Białas)                                      | - ZPAV: złota płyta        | Hyper2000                 |
| 2018 | „Milion długu” (oraz Białas)                                    |                            | Hyper2000                 |
| 2018 | „Polack” (oraz Białas)                                          |                            | Hyper2000                 |
| 2018 | „Kochaj nas i żegnaj” (oraz Białas)                             | - ZPAV: złota płyta        | Hyper2000                 |
| 2018 | „Melex” (oraz Białas; gośc. Bedoes)                             |                            | In Hajs We Trust 2        |
| 2018 | „Przestań się bać” (oraz Białas)                                |                            | Hyper2000                 |
| 2019 | „Michelangelo” (oraz Bedoes; gośc. Pressa)                      | - ZPAV: platynowa płyta    | Opowieści z Doliny Smoków |
| 2019 | „Safari” (gośc. Żabson, Smolasty, Kizo)                         | - ZPAV: platynowa płyta    | singel niealbumowy        |
| 2019 | „Nadchodzi lato” (oraz Bedoes)                                  | - ZPAV: 3× platynowa płyta | Opowieści z Doliny Smoków |
| 2019 | „Hardcore Pleasure” (oraz Bedoes; gośc. Flexxy 2115, Kuqe 2115) | - ZPAV: złota płyta        | Opowieści z Doliny Smoków |
| 2019 | „FPS” (oraz Bedoes)                                             | - ZPAV: 2× platynowa płyta | Opowieści z Doliny Smoków |
| 2019 | „Jesteś ładniejsza niż na zdjęciach (na zawsze)” (oraz Bedoes)  | - ZPAV: diamentowa płyta   | Opowieści z Doliny Smoków |
| 2019 | „Opowieści z Doliny Smoków” (oraz Bedoes)                       | - ZPAV: 3× platynowa płyta | Opowieści z Doliny Smoków |
| 2019 | „1998 (mam to we krwi)” (oraz Bedoes)                           | - ZPAV: 3× platynowa płyta | Opowieści z Doliny Smoków |
| 2019 | „Brzydkie rzeczy” (oraz Bedoes; gośc. DJ Johny)                 | - ZPAV: 2× platynowa płyta | Opowieści z Doliny Smoków |
| 2019 | „Sauvage” (oraz Bedoes; gośc. Białas, Taco Hemingway)           | - ZPAV: złota płyta        | Opowieści z Doliny Smoków |
| 2020 | „Rewolucja romantyczna” (oraz Bedoes; gośc. Blu)                | - ZPAV: złota płyta        | Rewolucja romantyczna     |
| 2020 | „Chrome Hearts /” (oraz Bedoes)                                 | - ZPAV: złota płyta        | Rewolucja romantyczna     |
| 2020 | „Toa$t /” (oraz Bedoes)                                         | - ZPAV: platynowa płyta    | Rewolucja romantyczna     |
| 2021 | „Bukiet białych róż (SQUADSHIT #13)” (oraz Bedoes; gośc. Blu)   |                            | Rewolucja romantyczna     |
| 2021 | „Doda :*” (oraz Bedoes)                                         | - ZPAV: platynowa płyta    | Rewolucja romantyczna     |
| 2022 | „Powiemy ci to w twarz” (gośc. Kinny Zimmer)                    |                            | Extravaganza              |
| 2022 | „Obok ty”                                                       |                            | Extravaganza              |
| 2022 | „Zemsta dzikusa” (gośc. Kinny Zimmer)                           |                            | Extravaganza              |
| 2023 | „Ronaldinho SBM”                                                |                            | singel niealbumowy        |
| 2024 | „Life After Live” (oraz Białas)                                 |                            | singel niealbumowy        |
| 2024 | „Godzilla Freakstyle” (oraz Białas)                             |                            | Polonn                    |
| 2024 | „Sen w Warszawie” (oraz Białas)                                 |                            | Polonn                    |
| 2024 | „Prawdziwy rap” (oraz Białas)                                   |                            | Polonn                    |
| 2024 | „Słowianin” (oraz Białas)                                       |                            | Polonn                    |
| 2024 | „Rozkład jazdy” (oraz Białas)                                   |                            | Polonn (edycja Deluxe)    |

Jako członek SB Maffija
| Rok  | Tytuł                                                                          | Certyfikat                 | Album           |
| ---- | ------------------------------------------------------------------------------ | -------------------------- | --------------- |
| 2020 | „Przepis na dzień dobry” (jako członek SB Maffija)                             | - ZPAV: złota płyta        | Hotel Maffija   |
| 2022 | „Parapetówa” (jako członek SB Maffija)                                         | - ZPAV: 2× platynowa płyta | Hotel Maffija 2 |
| 2022 | „Agrest i bez” (jako członek SB Maffija; gośc. Kuqe 2115, Flexxy 2115, Blacha) | - ZPAV: 2× platynowa płyta | Hotel Maffija 2 |
| 2022 | „Co to za bluza Lanek?” (jako członek SB Maffija)                              | - ZPAV: 2× platynowa płyta | Hotel Maffija 2 |
| 2022 | „Droga pani” (jako członek SB Maffija; gośc. Nypel)                            | - ZPAV: platynowa płyta    | Hotel Maffija 2 |
| 2022 | „Wroobel daj to głośniej” (jako członek SB Maffija; gośc. Kacperczyk)          | - ZPAV: złota płyta        | Hotel Maffija 2 |
| 2022 | „Prometazyna” (jako członek SB Maffija)                                        | - ZPAV: platynowa płyta    | Hotel Maffija 2 |
| 2022 | „Wiatr wielkich zmian” (jako członek SB Maffija)                               |                            | Hotel Maffija 2 |
| 2023 | „Sqnhead” (jako członek SB Maffija)                                            | - ZPAV: złota płyta        | Hotel Maffija 3 |
| 2023 | „Bungee” (jako członek SB Maffija)                                             | - ZPAV: 2× platynowa płyta | Hotel Maffija 3 |
| 2023 | „Mówi się trudno” (jako członek SB Maffija)                                    |                            | Hotel Maffija 3 |

Jako artysta gościnny
| Rok  | Tytuł                          | Album  |
| ---- | ------------------------------ | ------ |
| 2023 | „No to co” (Kosa; gośc. Lanek) | Balans |

### Inne certyfikowane utwory
| Rok  | Tytuł                                                                 | Certyfikat                 | Album                                      |
| ---- | --------------------------------------------------------------------- | -------------------------- | ------------------------------------------ |
| 2017 | „Ale ja nie” (oraz Białas; gośc. Paluch)                              | - ZPAV: złota płyta        | Polon                                      |
| 2018 | „Grill u Gawrona” (oraz Białas)                                       | - ZPAV: 4× platynowa płyta | In Hajs We Trust 2                         |
| 2019 | „Fresh Prince (trill 4ever)” (oraz Bedoes; gośc. Malik Montana)       | - ZPAV: platynowa płyta    | Opowieści z Doliny Smoków                  |
| 2019 | „Lesbijki” (oraz Bedoes)                                              | - ZPAV: platynowa płyta    | Opowieści z Doliny Smoków                  |
| 2019 | „Łzy (pierwszy kawałek na tej płycie)” (oraz Bedoes; gośc. Kuqe 2115) | - ZPAV: platynowa płyta    | Opowieści z Doliny Smoków                  |
| 2019 | „Playboy (dla Lanka)” (oraz Bedoes; gośc. Blacha 2115)                | - ZPAV: złota płyta        | Opowieści z Doliny Smoków                  |
| 2019 | „Smoki” (oraz Bedoes)                                                 | - ZPAV: platynowa płyta    | Opowieści z Doliny Smoków                  |
| 2019 | „Vogue” (oraz Bedoes)                                                 | - ZPAV: 4× platynowa płyta | Opowieści z Doliny Smoków                  |
| 2019 | „Wschód (lubię zapierdalać)” (oraz Bedoes; gośc. Kosa, White 2115)    | - ZPAV: 2× platynowa płyta | Opowieści z Doliny Smoków                  |
| 2020 | „Co ty na to?” (jako członek SB Maffija)                              | - ZPAV: złota płyta        | Maffija jest na zawsze                     |
| 2020 | „Zimna noc i szybkie auta” (jako członek SB Maffija)                  | - ZPAV: platynowa płyta    | Hotel Maffija                              |
| 2021 | „City Boy :*” (oraz Bedoes)                                           | - ZPAV: platynowa płyta    | Rewolucja romantyczna                      |
| 2021 | „Frenezja romantyczna :*” (oraz Bedoes)                               | - ZPAV: złota płyta        | Rewolucja romantyczna                      |
| 2021 | „Mbappé /” (oraz Bedoes)                                              | - ZPAV: złota płyta        | Rewolucja romantyczna                      |
| 2021 | „Nawiedzony dom /” (oraz Bedoes; gośc. Szpaku)                        | - ZPAV: złota płyta        | Rewolucja romantyczna                      |
| 2021 | „NBP /” (oraz Bedoes)                                                 | - ZPAV: złota płyta        | Rewolucja romantyczna                      |
| 2021 | „Tajemnice Atlantydy /” (oraz Bedoes)                                 | - ZPAV: złota płyta        | Rewolucja romantyczna                      |
| 2021 | „Tatuaże i striptiz /” (oraz Bedoes)                                  | - ZPAV: złota płyta        | Rewolucja romantyczna                      |
| 2022 | „Las połówek” (oraz Białas)                                           | - ZPAV: złota płyta        | In Hajs We Trust 3: Ostateczne rozliczenie |

## Teledyski
| Rok  | Tytuł                                                           | Reżyseria / realizacja            | Źródło  |
| ---- | --------------------------------------------------------------- | --------------------------------- | ------- |
| 2017 | „Jak Skepta” (oraz Białas)                                      | H D S C V M                       | [ 36 ]  |
| 2017 | „Ganges” (oraz Białas; gośc. Quebonafide)                       | H D S C V M                       | [ 112 ] |
| 2017 | „How” (oraz Białas)                                             | H D S C V M                       | [ 38 ]  |
| 2017 | „Simia” (oraz Białas)                                           | Artur Kowal (Maffija Film Studio) | [ 113 ] |
| 2017 | „Na serio” (oraz Białas; gośc. Bedoes)                          | Artur Kowal (Maffija Film Studio) | [ 40 ]  |
| 2017 | „S01E01” (oraz Białas)                                          | Artur Kowal (Maffija Film Studio) | [ 114 ] |
| 2017 | „Osiedle Botox” (oraz Białas)                                   | Artur Kowal (Maffija Film Studio) | [ 42 ]  |
| 2017 | „Weed Carrier” (oraz Białas)                                    | Artur Kowal (Maffija Film Studio) | [ 115 ] |
| 2017 | „Fraktale” (oraz Białas)                                        | Lanek                             | [ 115 ] |
| 2017 | „Słup” (oraz Białas)                                            | Punkt Widzenia Studio             | [ 116 ] |
| 2017 | „Ale ja nie” (oraz Białas; gośc. Paluch)                        | Punkt Widzenia Studio             | [ 117 ] |
| 2018 | „Pressing” (gośc. Białas, ReTo)                                 | sensi&                            | [ 118 ] |
| 2018 | „Cyka blyat” (oraz Białas)                                      | Haubenstock Films                 | [ 47 ]  |
| 2018 | „Milion długu” (oraz Białas)                                    | Punkt Widzenia Studio             | [ 119 ] |
| 2018 | „Polack” (oraz Białas)                                          | Haubenstock Films                 | [ 120 ] |
| 2018 | „Kochaj nas i żegnaj” (oraz Białas)                             | Waverunners                       | [ 50 ]  |
| 2019 | „Michelangelo” (oraz Bedoes; gośc. Pressa)                      | Trap Films                        | [ 121 ] |
| 2019 | „Safari” (gośc. Żabson, Smolasty, Kizo)                         | H D S C V M                       | [ 54 ]  |
| 2019 | „Nadchodzi lato” (oraz Bedoes)                                  | Lanek                             | [ 122 ] |
| 2019 | „Hardcore Pleasure” (oraz Bedoes; gośc. Flexxy 2115, Kuqe 2115) | Haubenstock Films                 | [ 123 ] |
| 2019 | „Opowieści z Doliny Smoków” (oraz Bedoes)                       | Bedoes, Lanek, Krzysztof Dziuba   | [ 124 ] |
| 2019 | „1998 (mam to we krwi)” (oraz Bedoes)                           | @hollywood_kris                   | [ 125 ] |
| 2019 | „Brzydkie rzeczy” (oraz Bedoes; gośc. DJ Johny)                 | Lanek                             | [ 63 ]  |
| 2019 | „Vogue” (oraz Bedoes)                                           | Lanek                             | [ 126 ] |
| 2020 | „Rewolucja romantyczna” (oraz Bedoes; gośc. Blu)                | Lanek, Widok Kolektyw             | [ 65 ]  |
| 2020 | „Chrome Hearts /” (oraz Bedoes)                                 | Lanek, Widok Kolektyw             | [ 127 ] |
| 2020 | „Toa$t /” (oraz Bedoes)                                         |                                   | [ 128 ] |
| 2021 | „Bukiet białych róż (SQUADSHIT #13)” (oraz Bedoes; gośc. Blu)   | KRIZIZ                            | [ 129 ] |
| 2021 | „Doda :*” (oraz Bedoes)                                         | Ernest Lorek, Kamil Lanek         | [ 130 ] |
| 2022 | „Wiatr wielkich zmian” (jako członek SB Maffija)                |                                   | [ 131 ] |
| 2022 | „Obok ty”                                                       | Widok Kolektyw                    | [ 72 ]  |
| 2022 | „Zemsta dzikusa” (gośc. Kinny Zimmer)                           | Sławosz Tejkowski                 | [ 132 ] |
| 2023 | „Mówi się trudno” (jako członek SB Maffija)                     | Kote Dolidze, Eugene Demchenko    | [ 133 ] |
| 2023 | „Ronaldinho SBM”                                                | Haubenstock Films                 | [ 134 ] |
| 2024 | „Life After Live” (oraz Białas)                                 | Maciej Malczewski, Białas         | [ 135 ] |
| 2024 | „Godzilla Freakstyle” (oraz Białas)                             | Maciej Malczewski                 | [ 136 ] |
| 2024 | „Sen w Warszawie” (oraz Białas)                                 | Maciej Malczewski, Kamil Lanek    | [ 137 ] |
| 2024 | „Prawdziwy rap” (oraz Białas)                                   | Maciej Malczewski                 | [ 138 ] |
| 2024 | „Słowianin” (oraz Białas)                                       | Maciej Malczewski, Kamil Lanek    | [ 79 ]  |
| 2024 | „Rozkład jazdy” (oraz Białas)                                   | Maciej Malczewski                 | [ 139 ] |